# Sten Berglund i Forsed
Sten Verner Villy Berglund (i riksdagen kallad Berglund i Forsed), född 1 oktober 1889 i Ytterlännäs församling, Västernorrlands län, död där 29 november 1973, var en svensk folkskollärare och riksdagsman (socialdemokratiska vänstergruppen).
Sten Berglund var riksdagsledamot i andra kammaren för Ångermanlands södra valkrets 1918-1920.